# Hárdi Lilla
Hárdi Lilla (Budapest, 1955. március 20. –) magyar orvos, pszichiáter, pszichoterapeuta.

## Élete
Édesapja Hárdi István, anyja Saághy Margit, mindketten pszichiáterek. A Semmelweis Orvostudományi Egyetem elvégzését követően pszichiáterként dolgozott a kistarcsai Flór Ferenc Kórházban, majd az Országos Pszichiátriai és Neurológiai Intézetben 2007-ig.
Veér András főorvos - akkor még elsősorban Hárdi angoltudása miatt - őt küldte egy, a Magyar Tudományos Akadémia által szervezett nemzetközi kongresszusra, ahol a kínzásról és a bántalmazás következtében kialakult traumák gyógyításáról volt szó. Itt ismerte meg személyesen a dán Inge Genefkét, aki hozzásegítette a speciális szakterület szakmai alapjainak elsajátításához.
Főállása mellett menekültek, háborús traumát átélők mentális ellátásával, gyógyításával a délszláv háború óta foglalkozott. Kezdetben a koppenhágai székhelyű Nemzetközi Veritas Alapítvány munkatársaként az ENSZ Menekültügyi Főbiztosával együttműködve foglalkozott bántalmazottakkal - páciensei elsősorban menekültek közül kerültek ki.
1996-ban alapítója volt a Cordelia Alapítványnak, mely a szervezett erőszak áldozatainak lelki megsegítésére hoztak létre. Kezdettől Hárdi ennek az alapítványnak az igazgatója, mely a világ 40 országában működő 244 traumaközpont egyike. Hárdi tagja az IRCT-nek (International Rehabilitation Council for Torture Victims - Kínzás Áldozatainak Nemzetközi Rehabilitációs és Kutató Tanácsa), 2014-ben kapta meg az Inge Genefke-díjat, melyet 2004 óta adnak az áldozatokat segítő személyeknek.

## Díjai
- Inge Genefke-díj(wd) (2014)[6]